# Копылово (Сямженский район)
Копылово — деревня в Сямженском районе Вологодской области. Административный центр Режского сельского поселения и Режского сельсовета.
Расстояние до районного центра Сямжи по автодороге — 43 км. Ближайшие населённые пункты — Марково, Рассохино, Коробицыно.
По переписи 2002 года население — 115 человек (62 мужчины, 53 женщины). Всё население — русские.